# States Rights Gist

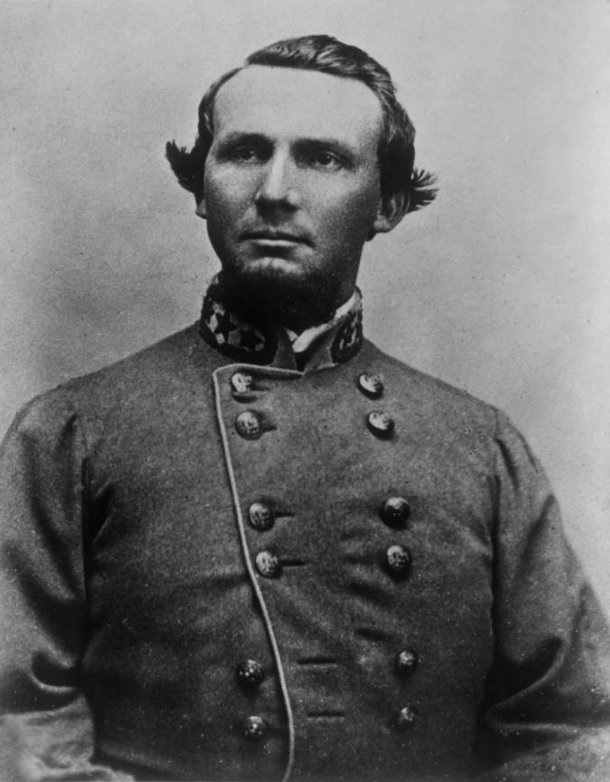
Brigadegeneral States Rights Gist

States Rights Gist (* 3. September 1831 in Union District, South Carolina; † 30. November 1864 in Franklin, Tennessee) war ein Brigadegeneral der Armee der Konföderierten Staaten von Amerika während des Sezessionskrieges.

## Leben
Nach dem Besuch der Schule in Winnsboro schloss er 1852 das South Carolina College ab und beendete 1854 erfolgreich das Studium der Rechtswissenschaften an der Harvard University. Danach trat er der Miliz von South Carolina bei, wo er den Rang eines Brigadiers innehatte. In der Ersten Schlacht von Manassas diente Gist als Freiwilliger unter Barnard Elliott Bee und übernahm nach dessen Tod das Kommando. Am 20. März 1862 wurde er zum Brigadegeneral ernannt. Während der Schlacht von Franklin fiel States Rights Gist als Kommandeur in der Division John Calvin Browns aus dem Korps von General Benjamin Franklin Cheatham, unter dem Oberbefehl von General John Bell Hood, im Kampf gegen die Armee der Nordstaaten  während des Franklin-Nashville Feldzuges.